# Maiersch
Maiersch ist ein Ort und eine Katastralgemeinde der Marktgemeinde Gars am Kamp im Bezirk Horn in Niederösterreich. Die Einwohnerzahl der Ortschaft beläuft sich auf 123 Einwohner (Stand: 1. Jänner 2024).

## Geografie
Der Ort liegt am südöstlichen Rand des Horner Beckens 5 km südöstlich von Gars am Kamp. Die Seehöhe in der Ortsmitte beträgt 264 Meter. Die Fläche der Katastralgemeinde umfasst 751,05 ha (Stand: 31. Dezember 2023).

## Postleitzahl
In der Marktgemeinde Gars am Kamp finden mehrere Postleitzahlen Verwendung. Maiersch hat die Postleitzahl 3571.

## Bevölkerungsentwicklung
| Jahr      | 1822 | 1846 | 1869 | 1951 | 1961 | 1971 | 1991 | 2001 |
| --------- | ---- | ---- | ---- | ---- | ---- | ---- | ---- | ---- |
| Einwohner | 47   | 216  | 200  | 200  | 163  | 144  | 130  | 121  |

## Geschichte
Laut Adressbuch von Österreich waren im Jahr 1938 in der Ortsgemeinde Maiersch ein Gastwirt, ein Gemischtwarenhändler, eine Molkerei, ein Schmied, eine Schneiderin, ein Schuster und zahlreiche Landwirte ansässig.
1938 wurde die bis dahin selbstständige Gemeinde der Gemeinde Gars angeschlossen, 1945 wurde sie wieder selbstständig. 1971 wurde sie im Zuge der Gemeindezusammenlegungen zu einem Ortsteil der Marktgemeinde Gars am Kamp.

## Wirtschaft und Infrastruktur

### Verkehr
Der Ort ist nicht an den ÖPNV angeschlossen. Die nächstgelegenen Bahnhöfe der ÖBB sind Gars-Thunau und Plank am Kamp.
Seit 1995 fährt der Garser Bus, eine Initiative des Wirtschaftsvereins Gars Innovativ, jeweils dienstags und freitags Maiersch, alle anderen Ortsteile und weitere Orte der Umgebung an, um Personen, die keinen PKW besitzen und keinen Anschluss an den ÖPNV haben, Einkäufe und Erledigungen in Gars am Kamp zu ermöglichen.